# Aeropuerto de Egleimín
El Aeropuerto de Egleimín (IATA: GLN, OACI: GMAG) es un aeropuerto que sirve a Egleimín, ciudad en la Región de Guelmim-Río Nun, en Marruecos. El aeropuerto registró un tráfico de 29.403 pasajeros en 2023.

## Aerolíneas y destinos

### Destinos nacionales
| Ciudades   | Aeropuerto                          | Aerolíneas      |
| Marruecos  | Marruecos                           | Marruecos       |
| ---------- | ----------------------------------- | --------------- |
| Casablanca | Aeropuerto Internacional Mohammed V | Royal Air Maroc |
| Tan-Tan    | Aeropuerto de Tan-Tan               | Royal Air Maroc |

### Destinos internacionales
| Ciudades por países | Nombre del aeropuerto               | Aerolíneas      |
| Europa              | Europa                              | Europa          |
| ------------------- | ----------------------------------- | --------------- |
| España              |                                     |                 |
| Gran Canaria        | Aeropuerto de Gran Canaria          | Binter Canarias |
| Lanzarote           | Aeropuerto César Manrique-Lanzarote | Binter Canarias |